# Plectania
Plectania là một chi nấm trong họ Sarcosomataceae. Có 15 loài trong chi, với phạm vi phân bố rất rộng, đặc biệt là tại vùng ôn đới Bắc Bán cầu. Plectania được mô tả bởi nhà tự nhiên học người Đức Karl Wilhelm Gottlieb Leopold Fuckel năm 1870.

## Các loài
- P. campylospora
- P. carranzae
- P. chilensis
- P. ericae
- P. mediterranea
- P. melaena
- P. megalocrater
- P. melastoma
- P. milleri
- P. nannfeldtii
- P. platensis
- P. rhytidia
- P. rugosa
- P. seaveri (Brazil)[4]
- P. zugazae